# Heide Simonis
Heide Simonis (Bonn, 4 de julio de 1943 - Kiel, 12 de julio de 2023) fue una política y autora alemana miembro del SPD. De 1993 a 2005 se desempeñó como ministra-presidenta de Schleswig-Holstein. Fue la primera mujer en servir como jefa de un gobierno estatal en la historia de Alemania y la única mujer en hacerlo en el siglo XX.

## Biografía
Simonis obtuvo su título de escuela secundaria (Abitur) en 1962 en Núremberg. Luego estudió Economía y Sociología en las Universidades de Erlangen-Nürnberg y Kiel, graduándose con un título en economía en 1967. Trabajó en diferentes puestos después de 1967.

### Carrera política
Simonis se unió al SPD en 1969.  Fue elegida para el Bundestag en 1976. En 1992, se convirtió en miembro del Parlamento Regional Schleswigense-Holsteiniano. El 19 de mayo de 1993, fue elegida ministra-presidenta de Schleswig-Holstein después de que su predecesor Björn Engholm renunciara debido a un escándalo.  Fue la primera mujer en Alemania en llegar a este nivel en política.
Las elecciones estatales de 1996 vieron a la representación del SPD caer al 39,8% desde el 46,2% obtenido en 1992, pero Simonis pudo formar una coalición con Alianza 90/Los Verdes. En febrero de 2000, en el apogeo del escándalo de financiación de la CDU, el SPD pudo aumentar su votación al 43,1%. A pesar de basar su campaña electoral de 2005 en la popularidad de Simonis, el SPD sufrió una fuerte derrota debido a la mala situación económica y cayó al 38,7% (por primera vez en casi 20 años detrás de la CDU).
El 17 de marzo de 2005, Simonis no fue reelegida como ministra-presidenta de Schleswig-Holstein en cuatro votaciones de investidura consecutivas en el Parlamento Regional. En la primera votación recibió 34 votos y Peter Harry Carstensen (CDU) recibió 33, mientras que dos diputados emitieron votos en blanco. Ni Simonis ni Carstensen obtuvieron la mayoría absoluta (35 votos). En la segunda y tercera votación, los candidatos recibieron 34 votos cada uno, mientras que un diputado de la alianza del SPD, los Verdes y la SSW se abstuvo. Una cuarta votación sin precedentes trajo el mismo resultado y Simonis renunció como ministra-presidenta de Schleswig-Holstein.

### UNICEF
Desde 2005 hasta febrero de 2008, Simonis se desempeñó como jefa de la UNICEF alemana. Renunció a este puesto debido a un escándalo relacionado con las donaciones a la organización que surgieron durante su mandato.

## Vida personal
En 1967, Simonis se casó con el profesor universitario Udo E. Simonis. Simonis se enfermó de la Parkinson y murió el 12 de julio de 2023 en su casa de Kiel.